# Extrusão de alimentos

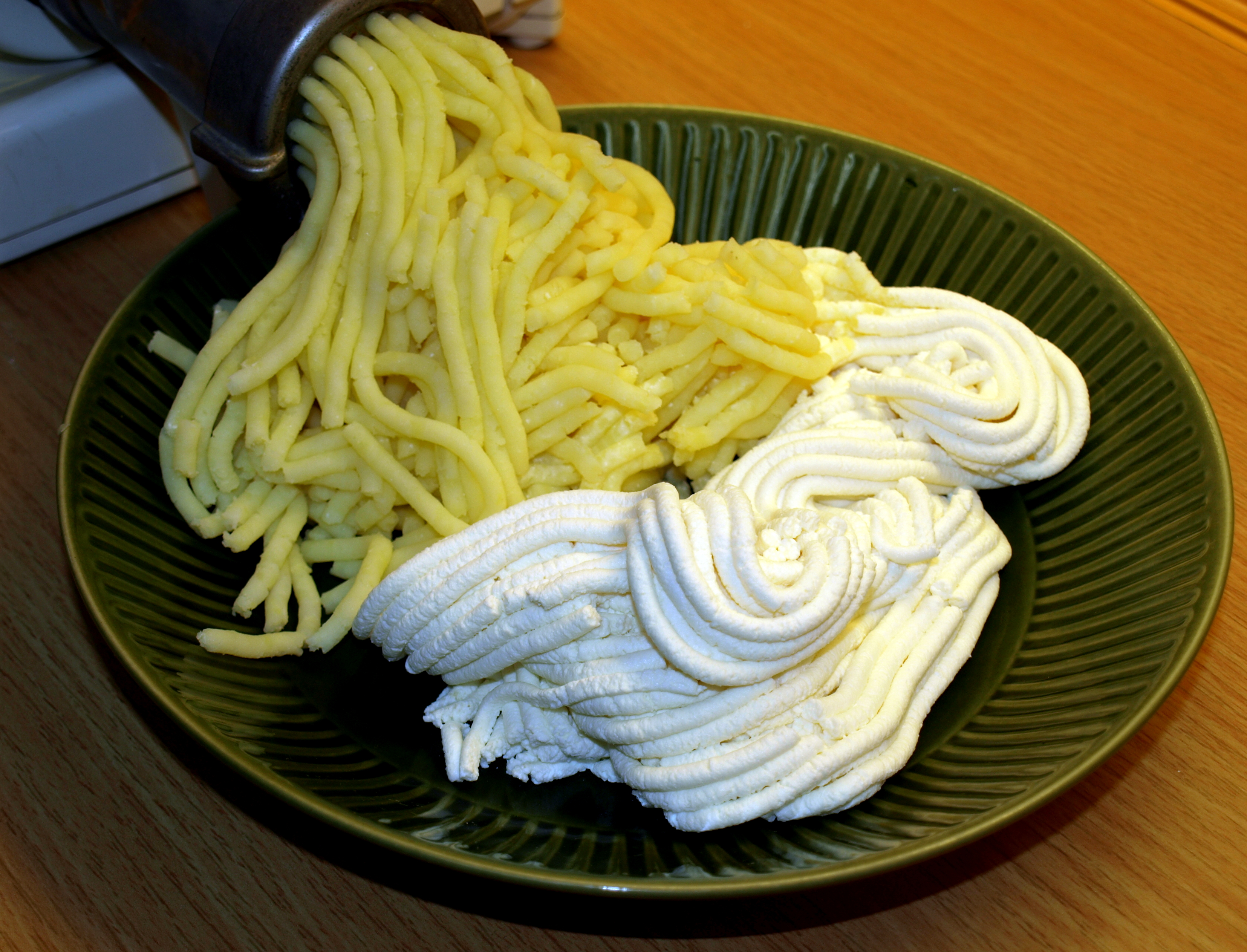
Um exemplo de extrusão de alimentos: massa de queijo e batata passa através de moedor de carne. Os fios obtidos serão utilizados para rechear pierogis.

Extrusão de alimentos é uma forma de extrusão utilizada no processamento de alimentos. É um processo pelo qual um conjunto de ingredientes misturados são forçados através de uma abertura numa placa perfurada ou troquel com um desenho específico para o alimento, e é então cortada para um tamanho específico por lâminas. A máquina que força a mistura através da fieira é uma extrusora, e a mistura é conhecida como o extrudado. A extrusora consiste num eixo de grande força de rotação montado dentro de um tambor estacionário, ao fim do qual está o troquel.
A extrusão permite a produção em massa de alimentos através de um sistema contínuo, eficiente, que assegura a uniformidade do produto final. Os produtos alimentares fabricados por extrusão têm geralmente um elevado teor de amido. Estes incluem algumas massas, pães (croûtons, varas de pão e pães chatos), muitos cereais de desjejum e lanches prontos, produtos de confeitaria, pré-fabricados massa de biscoito, alguns alimentos para bebês, proteína de soja, proteína vegetal texturizada, alguns bebidas e ração para animais.